# Lorenz Hart
Lorenz Hart (2 de mayo de 1895, Nueva York - 22 de noviembre de 1943, Nueva York) fue un letrista estadounidense, descendiente de Heinrich Heine.
Inicialmente trabajó como traductor de alemán, y en 1918 conoció a Richard Rodgers en la Universidad Columbia. Su trabajo conjunto de 25 años produjo cerca de 1,000 canciones, con títulos famosos como Blue Moon, The Lady Is a Tramp, My Funny Valentine y Bewitched, Bothered and Bewildered.
Entre sus muchos éxitos teatrales se encuentran The Garrick Gaieties de 1925, A Connecticut Yankee de 1927, The Boys from Syracuse de 1938 y Pal Joey de 1940. Hart padeció de alcoholismo y murió de fallo hepático a la edad de 48 años.
- Datos: Q725828
- Multimedia: Lorenz Hart / Q725828